# دونالد بيتس
دونالد بيتس (بالإنجليزية: Donald Betts)‏ هو سياسي أمريكي، ولد في 8 فبراير 1978 في ويتشيتا في الولايات المتحدة. حزبياً، نشط في الحزب الديمقراطي. وقد انتخب عضو مجلس ولاية كانساس وانتخب عضو مجلس نواب كنساس.